# MSV Kremsier
MSV Kremsier (celým názvem: Militärsportverein Kremsier) byl německý vojenský fotbalový klub, který sídlil ve městě Kroměříž (německy Kremsier) v Protektorátu Čechy a Morava. Klub patřil pod pozemní jednotky Wehrmacht a působil na „Rejdišti“ vybudovaném ve středu cyklistického velodromu, které bylo hřištěm Hanácké Slavie. Ta se v té době musela spokojit s hřištěm v Podzámecké zahradě. Klub zanikl v roce 1945 po postupném ústupu německých vojsk z území města.
Největším úspěchem klubu byla jednoroční účast v Gaulize Böhmen-Mähren, jedné ze skupin tehdejší nejvyšší fotbalové soutěže na území Německa.

## Umístění v jednotlivých sezonách
Stručný přehled
Zdroj: 
- 1943–1944: Gauliga Böhmen-Mähren/Mähren

Jednotlivé ročníky
Zdroj: 
Legenda: Z - zápasy, V - výhry, R - remízy, P - porážky, VG - vstřelené góly, OG - obdržené góly, +/- - rozdíl skóre, B - body, červené podbarvení - sestup, zelené podbarvení - postup, fialové podbarvení - reorganizace, změna skupiny či soutěže
| Velkoněmecká říše (1943 – 1944) |                              |        |   |     |     |     |    |    |     |    |        |
| Sezóny                          | Liga                         | Úroveň | Z | V   | R   | P   | VG | OG | +/- | B  | Pozice |
| 1943/44                         | Gauliga Böhmen-Mähren/Mähren | 1      | 9 | ... | ... | ... | 27 | 23 | +4  | 11 | 2.     |

První místo obsadil klub MSV Brünn a třetí MSV Olmütz.